# María del Pilar González
María del Pilar González Ávila (Tegueste, Santa Cruz de Tenerife, España, 18 de abril de 1990), conocida como Pili, es una futbolista española. Juega de arquera y su equipo actual es el Granadilla Tenerife de la Primera División de España.

## Clubes
| Club                | País   | Año           |
| ------------------- | ------ | ------------- |
| Igueste             | España | 2006-2008     |
| Aguere W.M.         | España | 2008-2009     |
| Tacuense            | España | 2009-2014     |
| Granadilla Tenerife | España | 2014-2016     |
| Tacuense            | España | 2016-2017     |
| Granadilla Tenerife | España | 2017-presente |